# Miloslav Kovanda
Miloslav Kovanda (1936) es un botánico bohemio. Ha participado en Květena České Republiky (Flora de la República Checa).

## Algunas publicaciones

### Libros
- 1983. Horské rostliny ve fotografii (Plantas de montaña en fotografías). Rostlinná výroba. Con Jiří Čihař. Editor Státní zemědělské nakl. 351 pp.
- 1971. Index to European Taxonomic Literature for 1969. Vol. 80 de Regnum vegetabile. Con Douglas H. Kent, R.K. Brummit. Editor International Bureau for Plant Taxonomy and Nomenclature, 160 pp.
- 1970. Polyploidy and Variation in the Campanula rotundifolia Complex. Rozpravy Československé akademie věd. Řada matematických a přírodnich věd 80 ( 2). Editor Academia, Nakladtelství Československé akademie věd
- 1967. Polyploidie a variabilita v komplexu Campanula rotundifolia: Taxonomická studie. 474 pp.
- 1961. Spontaneous Hybrids of Sorbus in Czechoslovakia. Acta Universitatis Carolinae -- Biologica 1961 ( 1). 43 pp.